# Wilhelm Cauer
Wilhelm Cauer   (Berlín, 24 de juny de 1900 - Berlín, 22 d'abril de 1945) va ser un matemàtic alemany.

## Vida i Obra
Cauer va néixer en una família de llarga tradició docent i intel·lectual, el seu pare era professor d'enginyeria ferroviària a la Universitat Tècnica de Berlín. El 1918 va començar els estudis d'enginyeria en aquesta mateixa universitat i el 1921 va anar a la universitat de Bonn per fer estudis de matemàtiques i física teòrica. El 1923 va retornar a Berlín, on va obtenir el doctorat el 1926.
El 1924 havia començat a treballar a l'empresa berlinesa de telefonia Mix & Genest, però el 1927 va anar a Göttingen per ampliar estudis amb Richard Courant. El 1930 va rebre una beca Rockefeller que li va permetre estudiar a la universitat Harvard i al MIT. En retornar a Alemanya va ser conscient que potser no hi hauria places acadèmiques per a la seva mena de coneixements: massa teòrics pels enginyers i excessivament pràctics per als matemàtics. Amb l'arribada dels nazis al poder el 1933 encara va empitjorar la situació: els informes que van fer sobre ell les autoritats no van ser bons i va aparèixer un avantpassat seu (Daniel Itzig, 1723-1799) que havia sigut un banquer jueu prussià.
Després de treballar un temps a l'empresa d'aviació Fieseler & Storch, el 1936 va ser nomenat cap del laboratori de Mix & Genest, el que li va donar estabilitat econòmica. A partir de 1939 també va donar classes a la universitat tècnica de Berlín. A començaments de 1945, quan la guerra estava acabant, es va traslladar amb la seva família a Witzenhausen fugint dels bombardejos i les probables represàlies; però, inexplicablement, va tornar a Berlín on va ser executat per soldats soviètics, tot i que la intel·ligència militar soviètica el tenia en unes llistes de científics a salvar.
Cauer va ser un dles impulsors i creadors de la síntesi de xarxes, dotant a la disciplina del rigor que li mancava fins a la seva època. El 1941 va publicar el seu llibre Theorie der linearen Wechselstromschaltungen (Teoria dels circuits lineals de corrent alterna) quan ja estava treballant en el segon volum, que va ser destrossat dues vegades amb els bombardejos. Aquest segon volum, editat amb els papers que van sobreviure o els que havien quedat dipositats a la universitat de Göttingen, va ser publicat el 1960. Amb altres documents de treball seus, es va publicar el 1958 en anglès Synthesis of Linear Communication Networks (Síntesi de xarxes de comunicació lineals)
A més del estudis dels sistemes de xarxes elèctriques, va estudiar en profunditat el disseny de filtres de freqüències essent els seus treballs pioners en aquest camp. A ell se li deuen els denominats filtres el·líptics. La seva sistematització del concepte de filtre va tenir impactes decisius en els anys 50's i 60's, convertint-se en eines potents en els camps del disseny assistit per ordinador i en el dels filtres passius.